# Месть (телесериал, Турция)
Месть — турецкий драматический телесериал 2013 года, адаптация американского сериала «Месть».
Сериал был создан в сотрудничестве с Kanal D и Disney Turkey . В сериале рассказывается история мести Ягмура, отца которого оклеветали соседи. Его снова транслировали на канале ТВ2 с 29 мая по 15 августа 2015 года.

## Сюжет
Самое дорогое, что у них есть в жизни, это друг друга, отец и дочь. Счастливая, мирная маленькая семья. Все начинается с того, что Адила, отца этой семьи, оклеветали. Владелец банка, которым управляет Адил, обманул собственный банк и возложил вину на Адила. Женщина, в которую он влюбился, также играет важную роль в этой клевете на Адила. Адила не может доказать свою невиновность и приговаривается к тюремному заключению. Его дочь Дерин забирают у отца и отправляют в приют. Отец и дочь больше никогда не увидят друг друга.
В течение долгих лет Дерину заставляют поверить, что её отец — преступник. У Адила, находящегося в тюрьме, в жизни осталось только одно желание. Его дочь Дерин узнает, что он невиновен. Адил ведёт дневники, чтобы рассказать Дерин всю правду. Дерин доберется до дневников своего отца только тогда, когда ей исполнится восемнадцать. Однако уже слишком поздно:. Адил умер в тюрьме невиновным и одиноким человеком.
Спустя много лет у Дерин, которая узнает, что её отец невиновен, впереди два пути. Либо все простить и начать новую жизнь, либо отомстить за отца. Дерин выбирает месть. Для этого она начинает новую жизнь. С новой личностью, о которой никто не знает, она возвращается к людям, которые забрали у неё отца и детство. Отныне имя Дерин — Ягмур Озден.
Дерин теперь противостоит своим врагам как Ягмур Озден. Никто из них не знает, что Ягмур проникла к ним, чтобы отомстить. Никто из них не понимает, насколько опасна эта молодая и красивая женщина. Ягмур отлично знает всех своих врагов и потребует от каждого из них ответа. Месть начинается с одного шага и ведёт в могилу. Ягмур готова к этому путешествию.

## Производство
Сериал, написанный Беркун Оя, срежиссировал Месудэ Эраслан. Берен Саат играет главную героиню сериала Ягмур. Роль Даниэля в оригинальной постановке исполняют Мерт Фират в роли Эмре, Йигит Озшенер в роли Джека в роли Рюзгара, Энгин Хепилери в роли Нолана в роли Хакана, Арзу Гамзе Кылынч в роли Шахики Арсой в роли Виктории Грейсон и Зафер Альгоз в роли Халдуна Арсоя в роли Конрада Грейсона.
В составе есть именитые актёры, такие как Селил Налчакан, Дидем Узель, Эзги Эйюбоглу, Тильбе Саран, а также молодые имена, такие как Зейнеп Оздер, Гёркем Демиркан, Джерен Рейс и Джан Сипахи .